# Theodor Hermann Rimpau
Theodor Hermann Rimpau (* 12. Januar 1822 in Braunschweig; † 5. August 1888 in Kunrau) war ein deutscher Landwirt. Er gilt als Begründer der Moordammkultur.

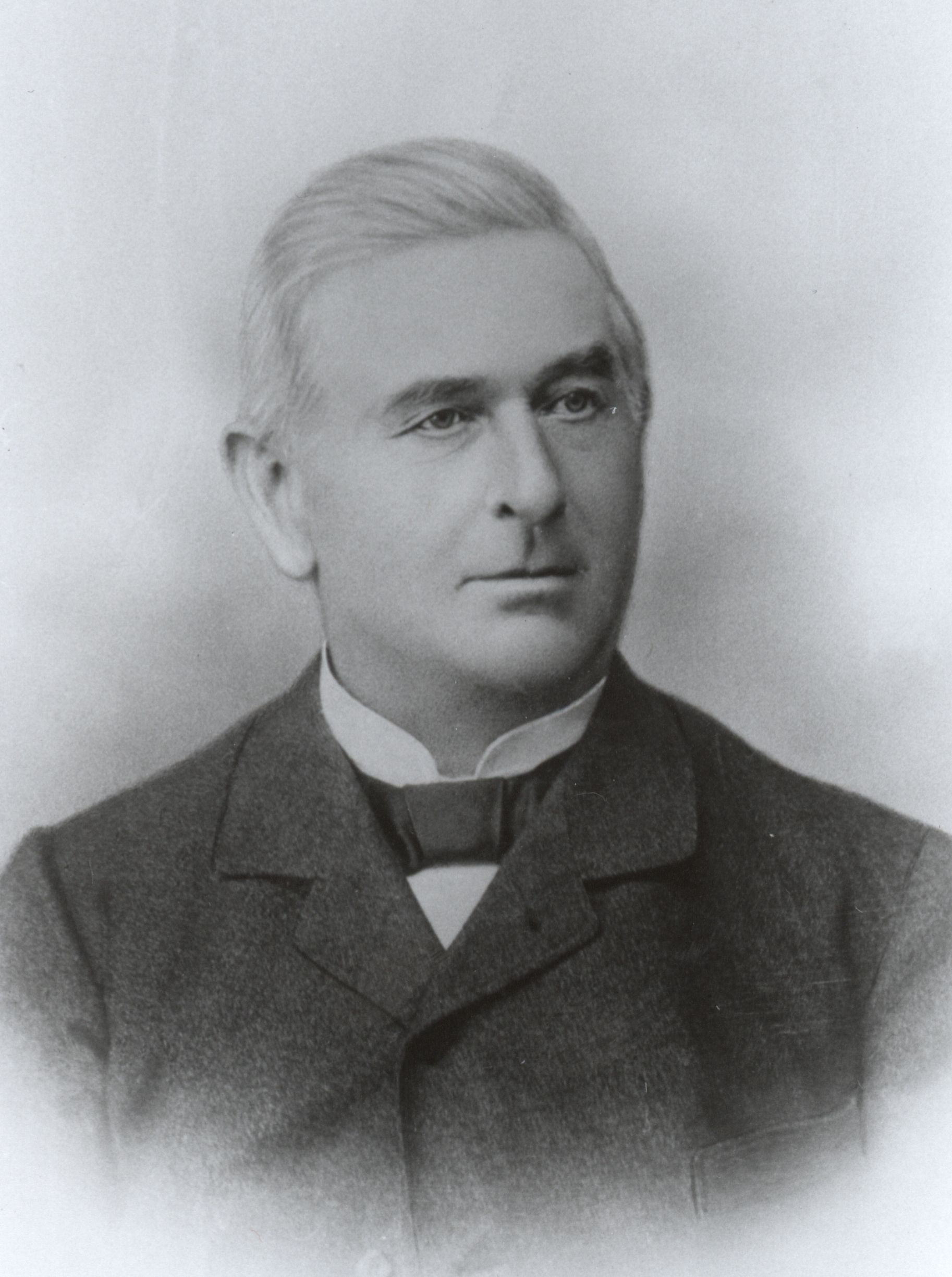
Theodor Hermann Rimpau

## Leben
Der aus einer Braunschweiger Landwirts- und Kaufmannsfamilie stammende Rimpau besuchte das Realgymnasium und das Collegium Carolinum in seiner Heimatstadt. Nach einer landwirtschaftlichen Lehre besuchte er die Landwirtschaftliche Hochschule Hohenheim. Im Jahre 1847 kam er in den Besitz des 6413 Morgen großen Rittergutes Kunrau in der westlichen Altmark. In dieser Region befindet sich das Niedermoorgebiet Drömling, das zwischen  1770 und 1796 erstmals auf Veranlassung des preußischen Königs Friedrich II. entwässert wurde.
Rimpau gilt als Erfinder der Moordammkultur, die er seit 1862 im Drömling entwickelte und die auch nach ihm als Rimpau’sche Moordammkultur benannt worden ist.
1870 machte Rimpau den Vorschlag, einen Kanal von Mieste an der neuerbauten Berlin-Lehrter Bahn nach Kunrau zu bauen, um landwirtschaftliche Güter transportieren zu können.

## Ehrungen
Wie sein Kollege Albert Schultz-Lupitz im benachbarten Lupitz, der als Spezialist für Sandböden galt, erhielt Theodor Hermann Rimpau die Liebig-Medaille in Gold, die damals die höchste staatliche Auszeichnung für Landwirte war. Die nach Rimpaus Methode entstandenen Felder werden seither als Rimpausche Moordammkulturen bezeichnet. Im Drömling wurde ein Gedenkstein für Rimpau errichtet. Ein Entwässerungsprojekt in den Niederlanden wurde Rimpau zu Ehren nach dessen Wohnort Cunrau benannt.
Die Kunrauer Schule trägt seit der Wende seinen Namen.

## Nachwirkungen

Rimpau’sche Moordammkultur um 1900

Der Mittellandkanal folgt annähernd dem von Rimpau vorgeschlagenen Weg für einen Kanal.
Die Moordammkultur wurde in Moorgebieten zahlreicher Länder erfolgreich kopiert. Im Drömling kann man heute an zahlreichen Stellen die charakteristische Form der Felder erkennen. Allerdings werden viele von ihnen nicht mehr landwirtschaftlich genutzt, da sie in Naturschutzgebieten liegen. Oft wachsen Weiden in den Gräben. Der Drömling wird häufig als Land der tausend Gräben bezeichnet. Die meisten dieser Gräben stammen von den Rimpauschen Moordammkulturen.

## Schriften
- Die Bewirtschaftung des Rittergutes Cunrau. P. Parey, 1887.